# Zizaniopsis
Zizaniopsis is een geslacht uit de grassenfamilie (Poaceae). De soorten van dit geslacht komen voor in Noord- en Zuid-Amerika.

## Soorten
De Catalogue of New World Grasses [14 april 2010] erkent de volgende soorten:
- Zizaniopsis bonariensis
- Zizaniopsis killipii
- Zizaniopsis microstachya
- Zizaniopsis miliacea
- Zizaniopsis villanensis